# Filadelfia nella guerra di secessione americana
40°00′33.75″N 75°08′00.05″W

La bandiera di Filadellfia.

Filadelfia nella guerra di secessione americana fu un importante fonte e centro di smistamento per truppe, finanziamenti, armi, assistenza medica e rifornimenti di materiali di supporto per l'Unione.
Prima dello scoppio della guerra civile i suoi stretti rapporti economici con il profondo Sud resero la maggior parte della classe imprenditoriale della città solidale con le lamentele espresse nei riguardi del Nord e in particolare della Nuova Inghilterra; una volta che il conflitto ebbe preso il via però l'opinione pubblica di molti filadelfiani si spostò a sostegno della legittima Presidenza di Abraham Lincoln e della guerra contro gli Stati Confederati d'America.

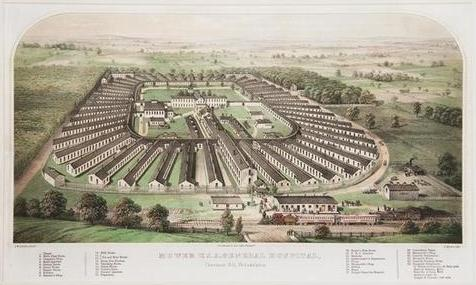
Il Mower Hospital.

Oltre 50 reggimenti tra fanteria e cavalleria vennero reclutati in tutto o in parte a Filadelfia. Il centro urbano, forte polo industriale diverrà velocemente la principale fonte di divise per l'Union Army; producendo anche armi e costruendo navi da battaglia grazie ai propri cantieri navali. Fu inoltre la sede dei due più grandi ospedali militari statunitensi: il Satterlee General Hospital e il Mower U.S. Army General Hospital.
Nel 1863 venne direttamente minacciata dall'invasione sudista nel corso della Campagna di Gettysburg. Furono scavate opere di trinceramento a difesa della città e alla fine l'esercito avversario venne respinto prima a Wrightsville (Pennsylvania)  e subito dopo alla battaglia di Gettysburg.
L'eredità principale del conflitto fu l'ascesa del Partito Repubblicano; disprezzato precedentemente a causa della sua posizione apertamente anti-schiavismo, la nuova forza politica produsse un clientelismo tale il quale avrebbe dominato la vita pubblica per quasi un secolo a venire.

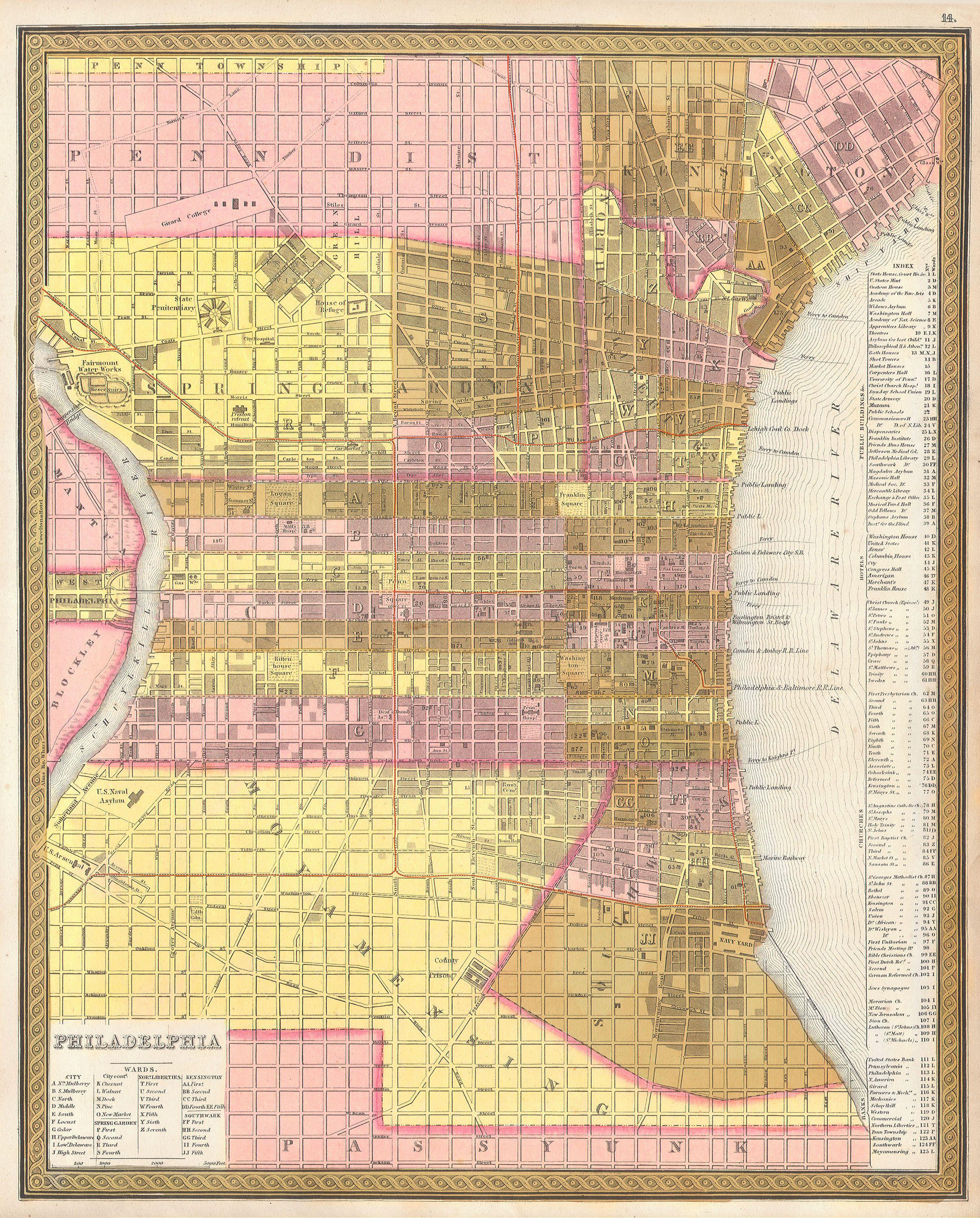
Una vecchia mappa cittadina.

## Periodo prebellico
Nei decenni immediatamente antecedenti alla guerra Filadelfia, allora la 2° metropoli più vasta di tutti gli Stati Uniti d'America dopo New York, stabilì del forti legami commerciali con gli Stati federati del Sud; una tale simpatia favorì - in una maniera esemplare - anche il settore politico-amministrativo, con svariati leader cittadini che richiesero l'abrogazione di quelle legislazioni che avrebbero potuto essere interpretate come ostili nei confronti del Sud.
Le numerose riunioni svolte in proposito portarono a chiedere alla Pennsylvania di decidere da quale parte si sarebbe dovuto schierare lo Stato nell'eventualità di una unilaterale secessione meridionale; vi furono anche molti commentatori e semplici cittadini che accusarono il movimento militante dell'abolizionismo negli Stati Uniti d'America come il responsabile ideologico della crisi in corso: gli attivisti subirono minacce e finanche molestie fisiche.
Per l'elezione del sindaco di Filadelfia nel 1860 il candidato espresso dal Partito Democratico John Robbins sfidò quello del Partito Popolare nonché sindaco incumbent Alexander Henry; i Popolari pennsylvani si ritrovarono allineati con i Repubblicani nazionali, pur minimizzando la questione della schiavitù per fare invece del protezionismo doganale il loro primario slogan di propaganda.
Nel corso della campagna elettorale i Democratici attaccarono la posizione considerata troppo moderata di Henry nei riguardi della schiavitù, etichettandolo come "abolizionista virtuale"; nonostante ciò riuscirà a essere rieletto, pur con accuse inerenti presunti brogli elettorali.
Nelle elezioni per il governatore della Pennsylvania Filadelfia concesse ai Democratici il 51% dei suffragi; mentre nelle elezioni presidenziali del 1860 il Repubblicano Abraham Lincoln conquistò il 52% del voto cittadino. A seguito di quest'ultima vittoria il consiglio comunale decise di invitare (con un solo voto dissenziente) il Presidente eletto degli Stati Uniti d'America a pronunciare un discorso a Filadelfia.
Lincoln accettò la proposta e parlò per due volte, la prima al Continental Hotel e una seconda alla Independence Hall; i suoi comizi segnarono un punto di svolta nell'atteggiamento di una larga parte dell'élite della borghesia e della classe mercantile della città.

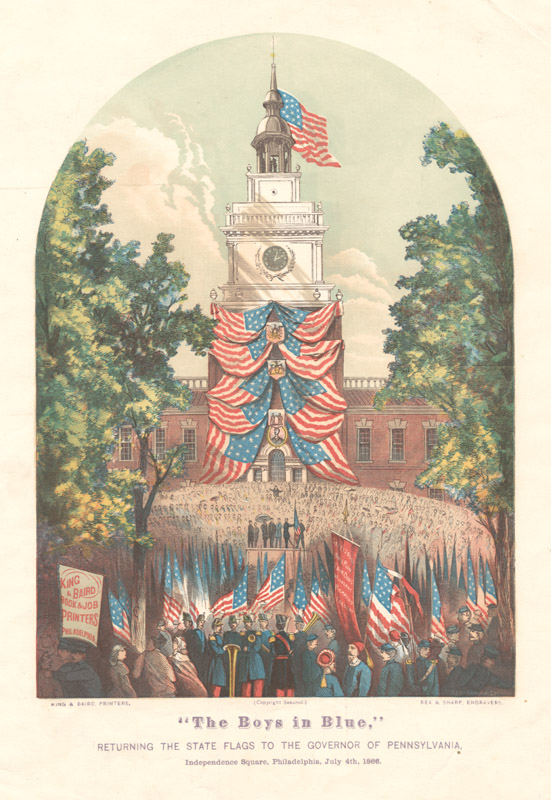
I "ragazzi in blu" a Independence Square.

## Durante la guerra
Subito dopo che lo stato di belligeranza ebbe ufficialmente inizio, a seguito del bombardamento e relativa battaglia di Fort Sumter da parte della forze ribelli a Charleston (Carolina del Sud), l'opinione popolare mutò in una maniera drastica e radicale; bandiere e pavesi con i colori americani apparvero per le strade, mentre i filadelfiani trasferivano la loro rabbia repressa dagli abolizionisti ai simpatizzanti secessionisti.
Una folla malintenzionata giunse a minacciare di linciaggio la sede del Palmetto Flag, un giornale schierato apertamente col Sud e filo-secessionista. Le forze dell'ordine furono in grado d'impedire che venissero causati danni materiali, ma poco dopo allo stesso giornale venne imposta la chiusura forzata. Altra carta stampata che aveva anch'essa un taglio pro-sudista soffrì di una decisa diminuzione della sua circolazione.
Quando il reportage di The Philadelphia Inquirer riferì della sconfitta occorsa all'Armata del Potomac nella prima battaglia di Bull Run, in netta contraddizione con i - di poco precedenti - rapporti ufficiali del Governo federale, una folla indignata raccoltasi all'uopo minacciò seriamente di dare fuoco all'intera redazione del giornale.
Un'ennesima apparizione personale del primo cittadino impedirà l'esplosione di una rivolta a danno del nipote di Joseph Reed, il noto Democratico William B. Reed; altre persone con sospetti legami pro-sudisti si troveranno costretti a far sventolare la bandiera degli Stati Uniti d'America all'ingresso delle proprie abitazioni con l'intento di evitare guai ai loro beni e finanche a sé stessi.
L'iniziale entusiasmo bellico si affievolì rapidamente, ma i critici dell'Unione continuarono a venir presi di mira. Nell'agosto del 1861 le autorità federali giunsero a porre agli arresti 8 persone che avevano espresso apertamente le proprie simpatie filo-meridionali; la maggior parte di loro venne rilasciata poco tempo dopo; ma il figlio di William Henry Hunter rimase detenuto per più di un anno. Fu fatto anche chiudere a forza il settimanale pro-sudista Christian Observer.
Nel 1862, dopo aver espresso chiaramente i suoi sentimenti contrari alla guerra, l'ex membro Democratico della Camera dei Rappresentanti Charles Jared Ingersoll fu arrestato con l'accusa di aver scoraggiato gli arruolamenti dei volontari. La detenzione di un politico fino ad allora assai rispettabile causò non poco imbarazzo ai Repubblicani locali, tanto che dovette essere rilasciato al sopraggiungere della direttiva proveniente direttamente dal Presidente degli Stati Uniti d'America Abraham Lincoln.
I Democratici cittadini utilizzarono la sospensione dell'habeas corpus prima e il proclama di emancipazione poi come motivi di accesa polemica contro i Repubblicani; in molti a Filadelfia tuttavia si sentirono partecipi all'articolo dell'Inquirer datato luglio 1862: "in questa guerra vi possono essere solamente due partiti, quello del patriottismo e quello dell'alto tradimento".
I Democratici uscirono sconfitti dalle elezioni locali di medio termine del 1862, con il loro deputato Charles John Biddle battuto da Charles O'Neill, il che lasciò un solo esponente Democratico di Filadelfia al Congresso; questi, Samuel Jackson Randall, per i suoi compagni di Partito politico risultò essere più vicino ai Repubblicani che a loro stessi.
Il sindaco Henry, che gareggiò nelle liste del National Union Party (voluto da Lincoln per riunire i Repubblicani e i Democratici rimasti unionisti), fu rieletto per un terzo mandato. 

### Tentativo d'invasione sudista
Ai primi di giugno del 1863 Robert Edward Lee invase il suolo della Pennsylvania dando così il via alla Campagna di Gettysburg. Quando a Filadelfia si sparse la notizia che l'esercito confederato stava marciando su Harrisburg, situata circa 100 miglia a ovest, i cittadini non sentirono l'urgenza di dover prepararsi alla difesa attiva.
In tal maniera solo a partire dal giorno 26 il maggior generale Napoleon Jackson Tecumseh Dana, subito dopo aver assunto il comando del distretto militare cittadino, avviò la costruzione dei primi trinceramenti con l'aiuto di volontari civili fatti reclutare dal sindaco. All'inizio di luglio il Governatore della Pennsylvania Andrew Gregg Curtin arrivò in città con la speranza di riuscire a radunare quante più persone possibili per la difesa di Filadelfia.

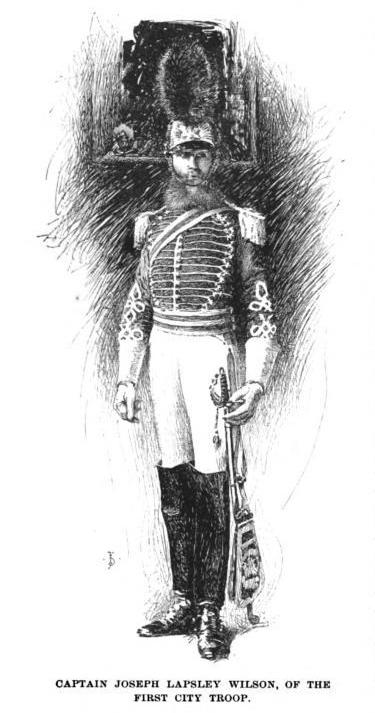
Divisa del First City Troop.

Il Twentieth Pennsylvania Emergency Regiment e la First Troop Philadelphia City Cavalry furono i primi reparti della milizia che aiutarono a impedire alle forze confederate di attraversare il fiume Susquehanna all'altezza di Wrightsville (Pennsylvania), mettendo fuori uso il Columbia–Wrightsville Bridge.
La temuta minaccia d'invasione terminò repentinamente il 3 di luglio, quando l'Armata Confederata della Virginia Settentrionale rimediò una sconfitta decisiva per merito dell'Armata del Potomac agli ordini di George G. Meade nella battaglia di Gettysburg (la quale era proseguita ininterrottamente per tre intere giornate).
A completamento del quadro estremamente positivo per il Nord il 4 luglio, anniversario del Giorno dell'Indipendenza giunse la voce del trionfo conseguito dall'Armata del Tennessee di Ulysses S. Grant sul Teatro Orientale della guerra di secessione americana con la conclusione dell'assedio di Vicksburg a favore delle forze unioniste. Gli Stati Confederati d'America, doppiamente sconfitti, si ritrovarono così tagliati in due tronconi.
Si era a un punto di svolta della guerra di secessione americana.

### Dopo Gettysburg
Dopo la vittoria a Gettysburg il sostegno alla prosecuzione del conflitto crebbe in una maniera sostanziale, tanto che la speranza per i fautori del pacifismo a oltranza di ottenere dei progressi in città diminuì proporzionalmente. I sentimenti patriottici presero il volo e sempre più persone si arruolarono; la rielezione del Governatore Repubblicano Curtin a spese del Democratico pacifista George Washington Woodward fu un impegno facile e netto. 
Sempre a partire da luglio il progetto dei Radical Republicans cominciò a essere applicato anche in città. Il sindaco Henry, coadiuvato da George Cadwalader - che rimpiazzò Dana in qualità di comandante del distretto militare di Filadelfia - soppresse in una maniera tanto silenziosa quanto efficace ogni possibile sommossa o agitazione pubblica con l'intento di prevenire rivolte simili a quelle scatenatesi contro il disegno di legge sulla coscrizione nei disordini di New York.

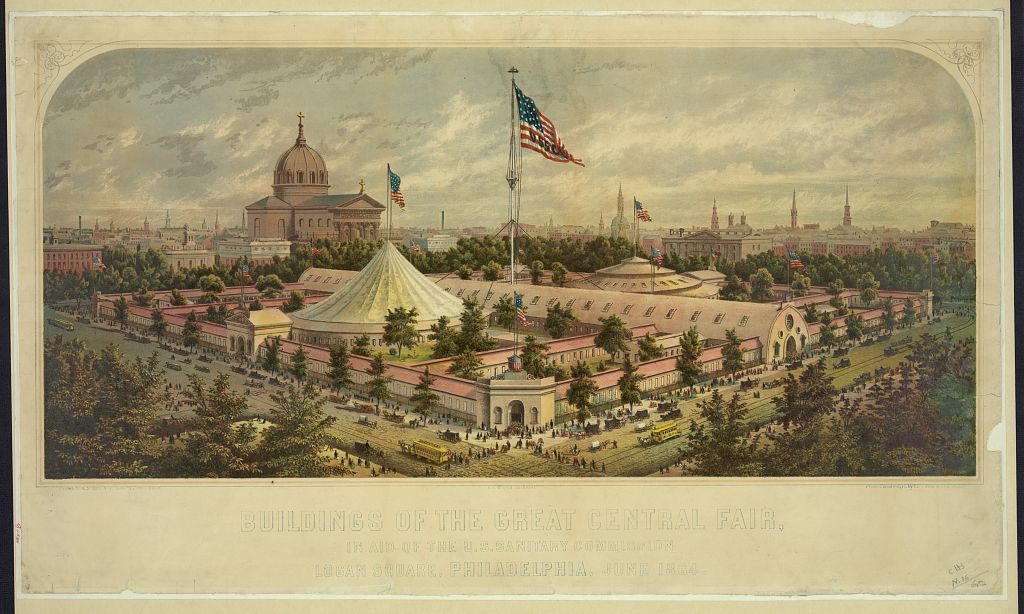
La "Great Central Fair" del 1864 a Logan Square in una stampa d'epoca.

Nel giugno del 1864 la divisione cittadina dell'United States Sanitary Commission organizzò una grande fiera per la raccolta di fondi che avrebbero permesso l'acquisto di materiale medico e assistenziale per i mutilati di guerra. La "Great Central Fair" continuò per due settimane e si svolse all'interno di edifici temporanei i quali coprirono diversi ettari di Logan Circle.
Migliaia di opere d'arte vennero prestate da singoli privati e da istituzioni museali per essere esposte e alla fine molte di queste donate all'asta (compravendita); tra i visitatori vi sarà anche Abraham Lincoln. In totale la fiera sanitaria raccolse un importo pari a $ 1.046.859. 
Alle elezioni presidenziali del 1864 la maggioranza dei filadelfiani votò per riconfermare la Presidenza di Abraham Lincoln in carica e i 4 membri affiliati del Congresso; il National Union Party ottenne anche la maggioranza in entrambe le Aule del Consiglio municipale.
Nel dicembre seguente le compagnie dei tram di Filadelfia incominceranno a permettere agli afroamericani di servirsi del trasporto pubblico o di condurre i tram appositamente riservati a loro. Questa capitolazione si ebbe dopo che i militanti a loro favorevoli incominciarono a fare gruppo di pressione sulla dirigenza delle compagnie in quanto i soldati afroamericani accumulavano gravi ritardi nell'esecuzione dei propri doveri e le mogli stesse dei soldati avevano problemi a visitare i loro congiunti rimasti feriti negli ospedali militari.
I tram cittadini non furono comunque completamente integrati almeno fino al 1867, quando l'Assemblea generale della Pennsylvania non fece rendere esecutiva una legge che lo richiedeva espressamente.

## Contributo allo sforzo bellico
Molti soldati provenienti dalla Nuova Inghilterra e dal New Jersey giunsero alle proprie destinazioni nei vari Fronti di guerra attraversando Filadelfia.
Venne per lo più utilizzata prima la United New Jersey Railroad and Canal Company e in seguito il passaggio del fiume Delaware in traghetto; questo li avrebbe condotti direttamente a "Washington Avenue" ove avrebbero marciato in direzione delle stazioni ferroviarie in attesa dei treni della Philadelphia, Wilmington and Baltimore Railroad. 

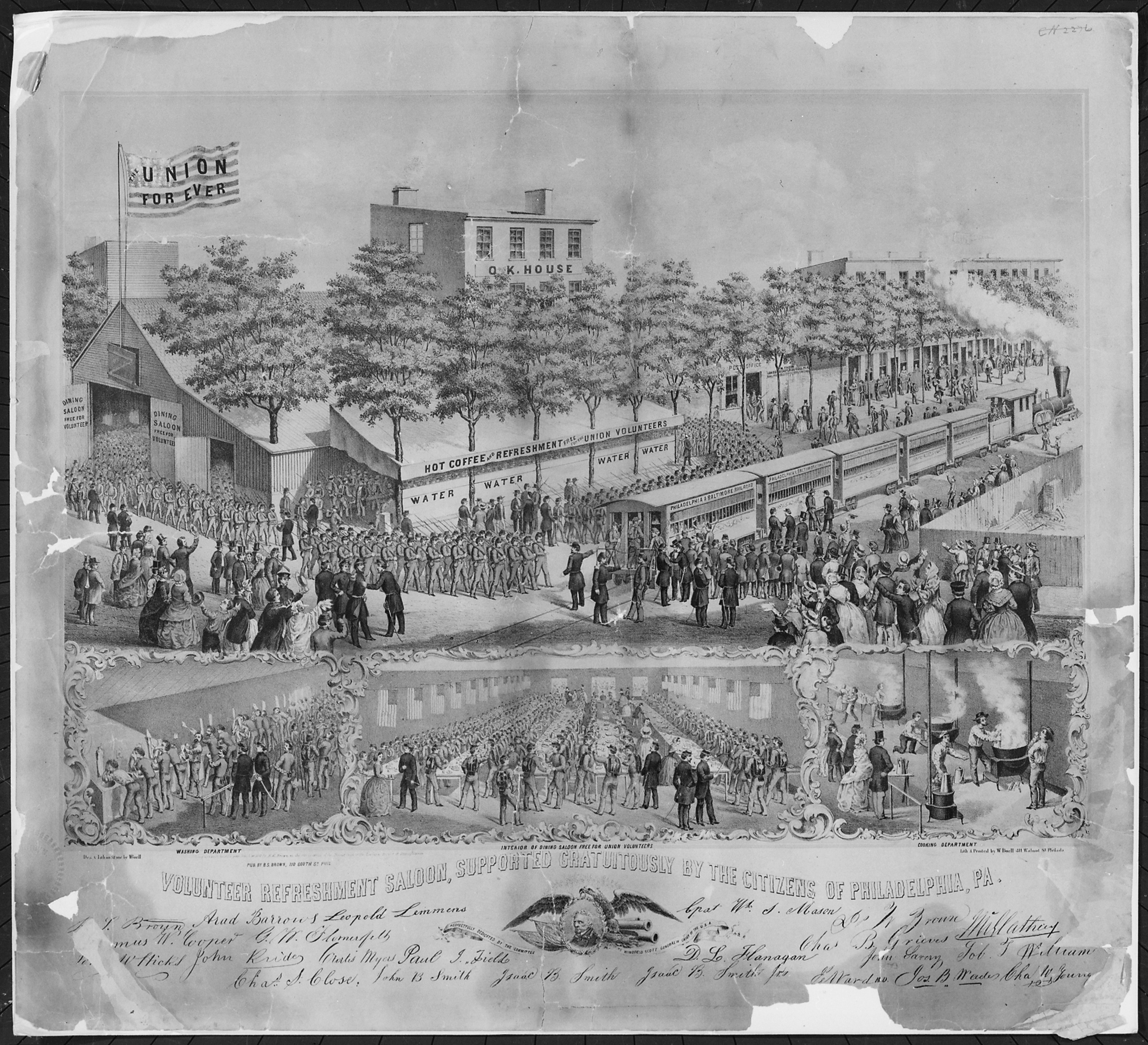
La "Union Volunteer Refreshment Saloon" in un'illustrazione del tempo.

I residenti locali formarono rapidamente due organizzazioni, la "Union Volunteer Refreshment Saloon" e la "Cooper Shop Refreshment Saloon", con lo scopo precipuo di dare il benvenuto ai militi in arrivo con rinfreschi, materiale di cancelleria e affrancature onde poter scrivere e inviare lettere.

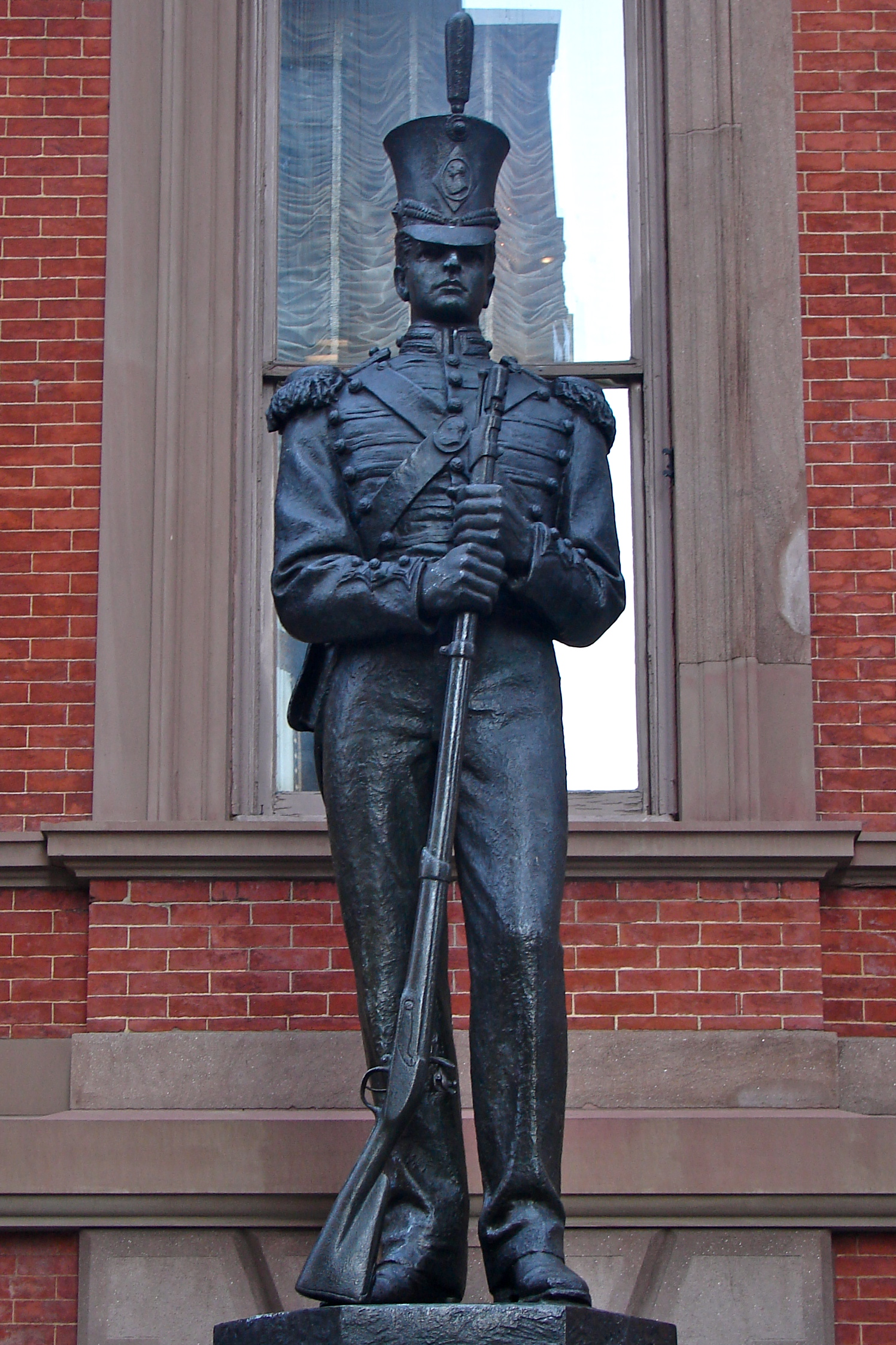
Il Washington Grays Monument, opera dello scultore John Albert Wilson.

Il 1º reggimento di Filadelfia inviato fuori città fu composto esclusivamente da volontari, il Washington Grays of Philadelphia, il quale venne indirizzato a portare aiuto alla difesa della capitale federale. L'unità militare terrestre giunse a Baltimora, ove venne attaccata da una folla di facinorosi secessionisti: erano i disordini di Baltimora.
Da qui la brigata fu costretta a ritornare entro i confini pennsylvani; George Leisenring, un soldato semplice tedesco americano morì a seguito delle ferite riportate nello scontro divenendo così la prima vittima di guerra cittadina.
I primi filadelfiani che si scontrarono con le forze confederate saranno il 23rd Infantry Regiment e il First Troop Philadelphia City Cavalry alla battaglia di Hoke's Run nell'ambito della Virginia Occidentale nella guerra di secessione americana.
Più di 50 reggimenti di fanteria e cavalleria vennero complessivamente reclutati in tutto o in parte a Filadelfia. Questi inclusero la brigata di Filadelfia e il 118th Pennsylvania Volunteer Infantry, reclutati e sponsorizzati autonomamente dalla borsa di Filadelfia
In aggiunta a questi altri 11 aggregati delle United States Colored Troops provennero direttamente dall'organizzazione militare cittadina. Nel corso del conflitto tra 89.000 e 90.000 filadelfiani si trovarono arruolati; questo totale comprende anche i reinserimenti di una stessa persona in tempi diversi, ma non i soldati afroamericani, i cui numeri rimangono in gran parte del tutto sconosciuti.
La Philadelphia Quartermaster Depot fu la principale fonte di divise per l'Union Army; centinaia di lavoratori fabbricarono parte delle uniformi nelle loro case prima di assemblarle al deposito militare. Il Frankford Arsenal produsse munizioni, mentre la fabbrica manifatturiera "Sharp and Rankin's" creò fucili a retrocarica. La Philadelphia Naval Shipyard, impiegando fino a 3.000 persone, costruì 11 navi da battaglia e ne riparò e corazzò molte altre. I cantieri navali privati costruirono anch'essi numerose imbarcazioni, come la USS New Ironsides.
Per tutta la durata dell'impegno bellico Filadelfia fu il sito di 24 ospedali militari, arrivando a contare ben 10.000 posti-letto, escludendo quelli dei 22 centri sanitari civili i quali a volte si presero anch'essi cura dei soldati rimasti feriti in battaglia. L'"Union Refreshment Saloon" insediò il primo ospedale militare della città, con 15 posti-letto.
Alcune cliniche minori, come ad esempio l'"Haddington Hospital" e il "Citizens' Volunteer Hospital" - entrambe con poco più di 400 letti a disposizione - furono tra le prime che entrarono in servizio attivo; verranno in seguito chiuse per poter consentire una maggiore concentrazione indirizzata sulle strutture più ampie. Tra i più grandi ospedali dell'intera nazione vi sarà il Satterlee General Hospital con 3.124 letti e il Mower U.S. Army General Hospital con quasi 4.000; in totale all'incirca 157.000 soldati e marinai vennero curati a Filadelfia.

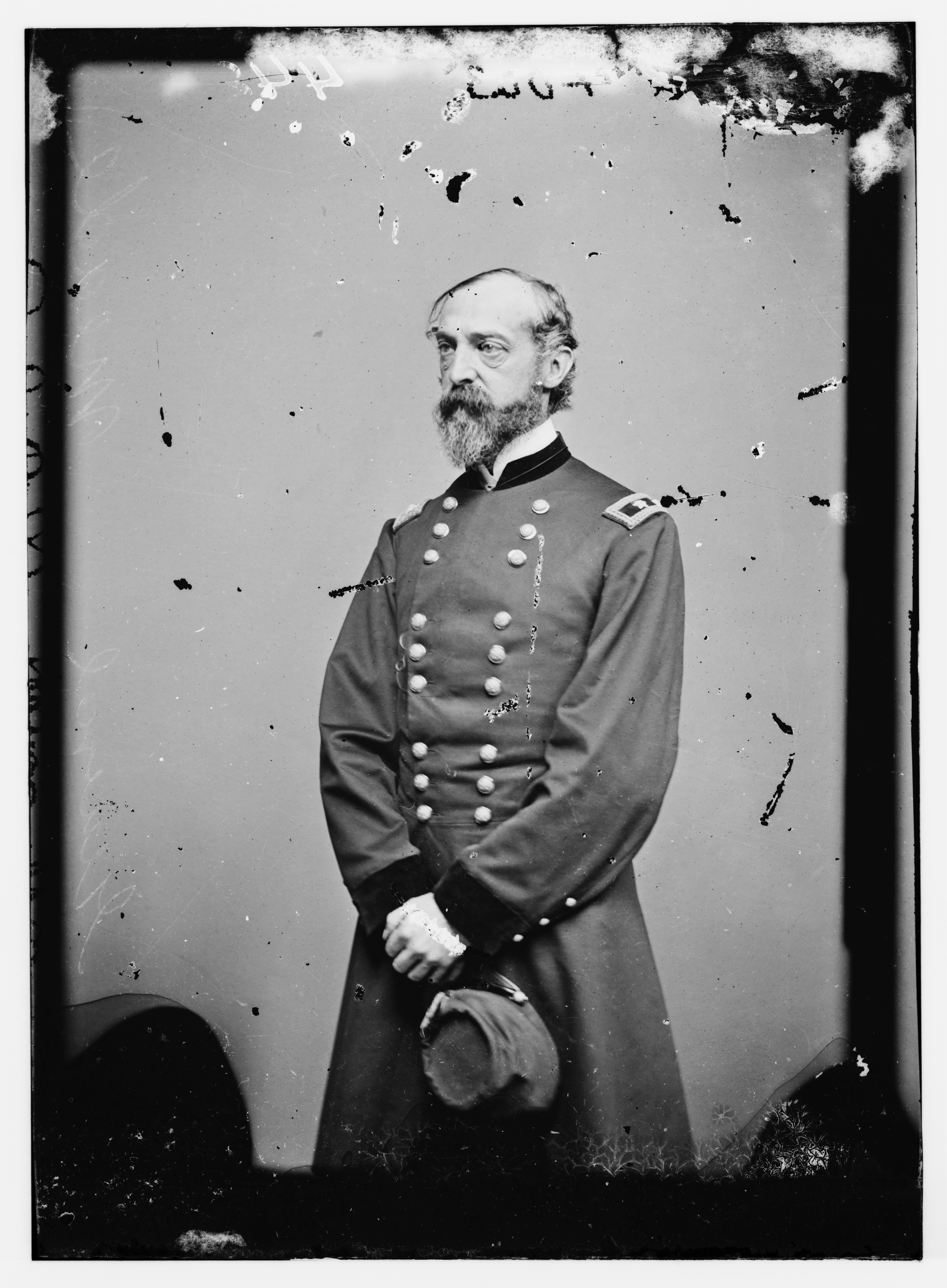
Foto di George G. Meade.

## Personalità cittadine
L'area di Filadelfia fu il luogo di nascita o residenza di molti generali e ammiragli navali unionisti; l'eroe di guerra più celebre della città divenne George G. Meade (1815 - 1872), la cui fama deriverà prevalentemente dal suo successo ottenuto nella battaglia di Gettysburg e in qualità di comandante dell'Armata del Potomac.
Filadelfia festeggerà alla conclusione del conflitto i propri veterani con diverse parate militari. Il 10 giugno del 1865 la città organizzò una grande rassegna con i principali soldati di Meade che attraversarono le vie per giungere a una cena organizzata in loro onore in un salone di ristoro offerto da volontari.
Un'altra grande rassegna dei veterani della guerra civile si tenne come parte della celebrazione del Giorno dell'Indipendenza nel 1866. Questa parata fu guidata da un altro eroe di guerra di Filadelfia, Winfield Scott Hancock (1824 - 1886).
Altri generali comprendono:

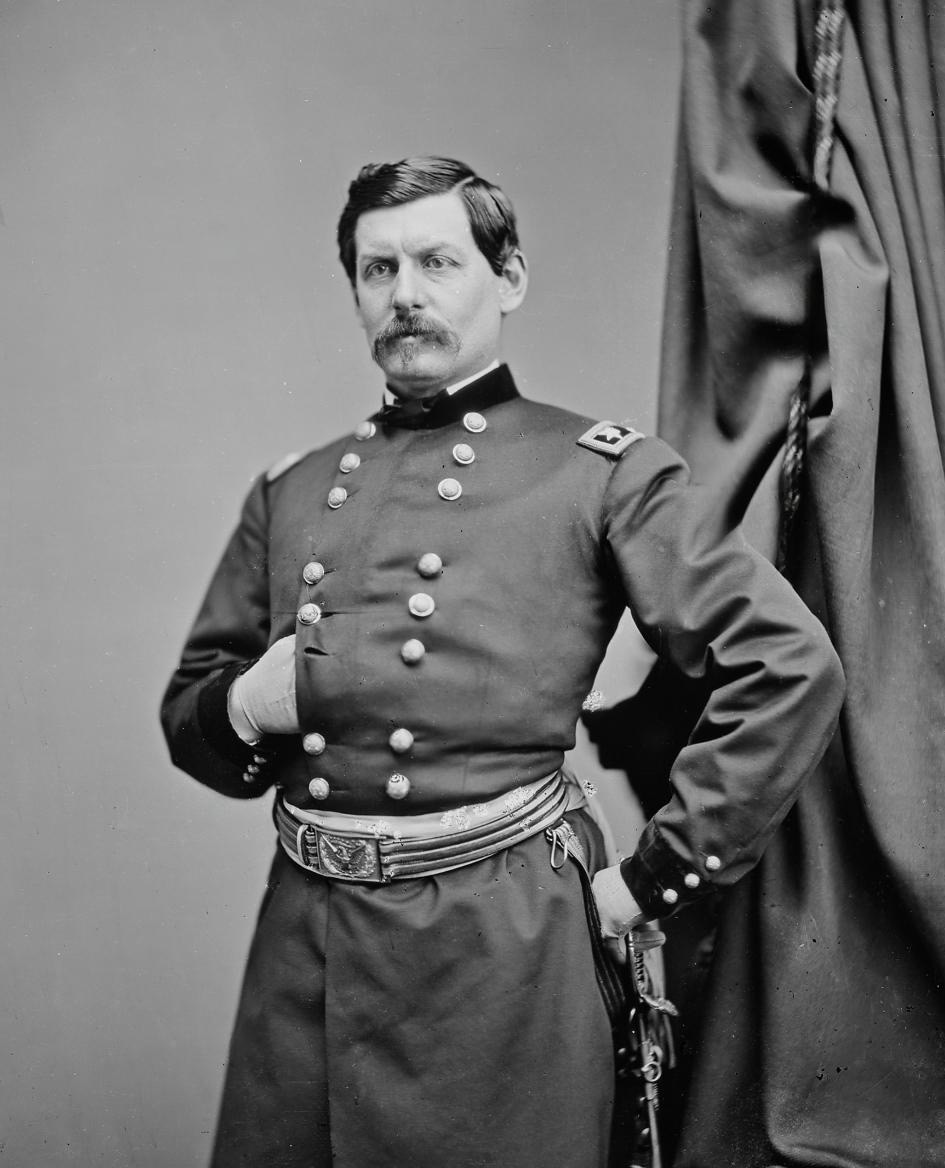
George McClellan
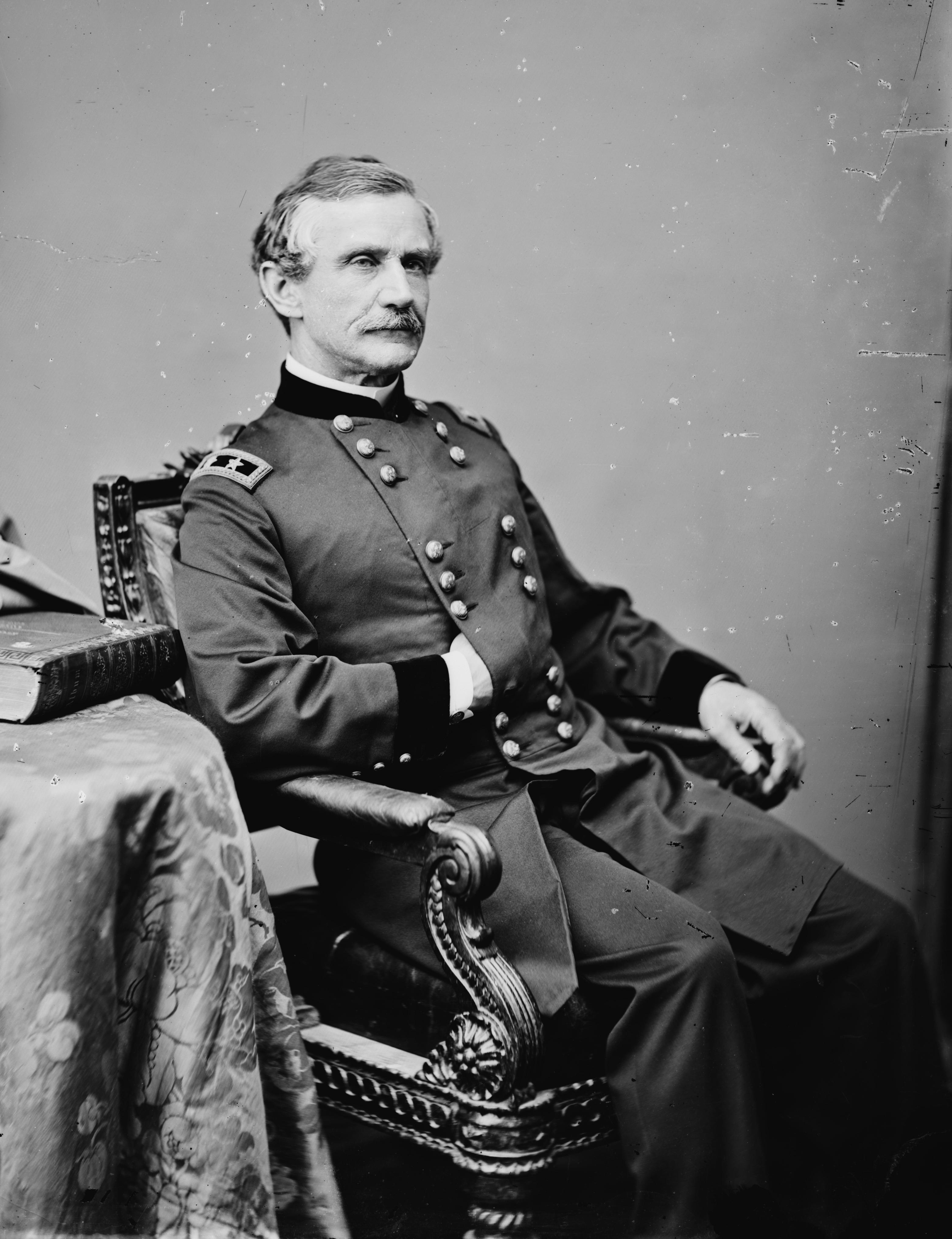
Andrew Atkinson Humphreys
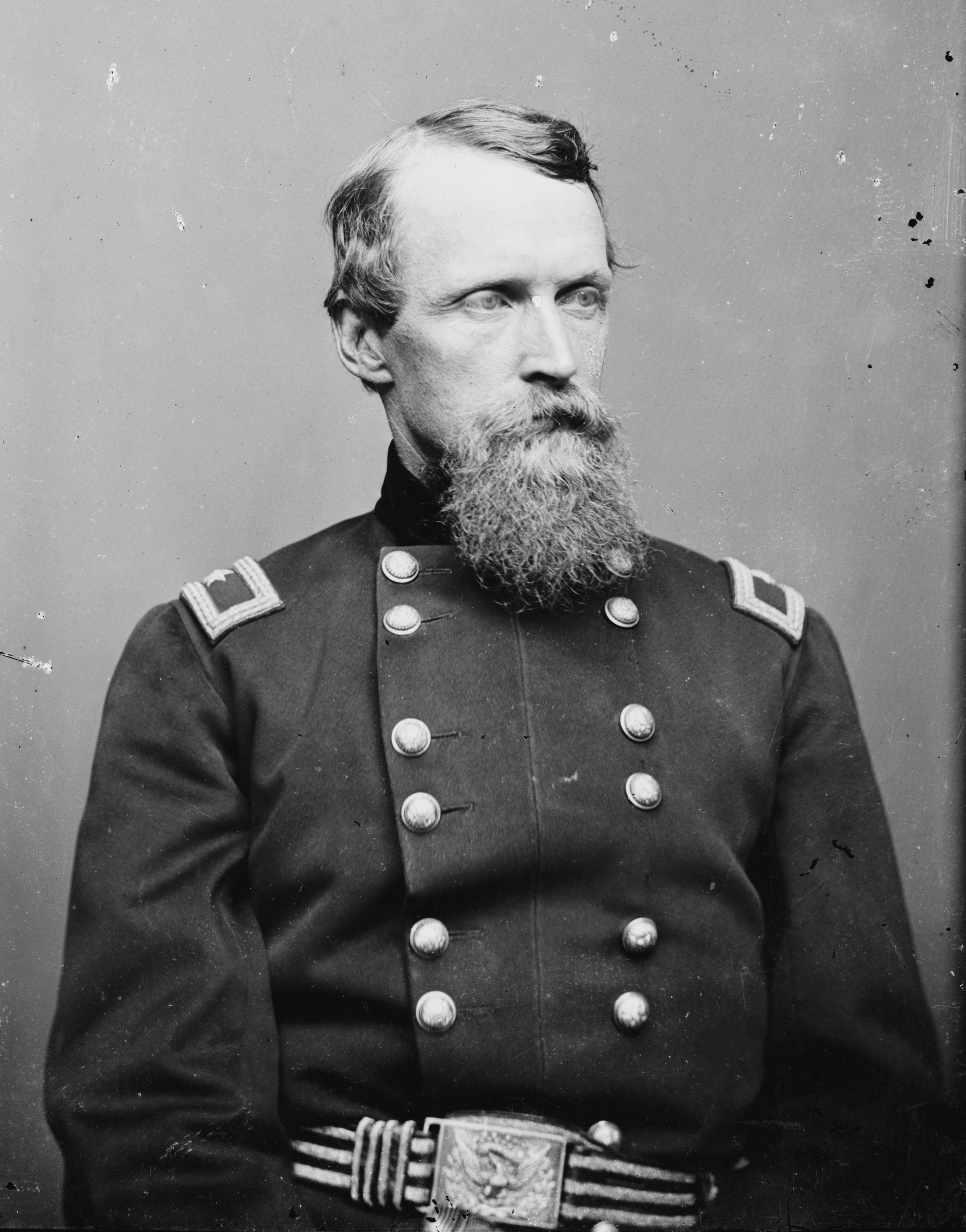
David Bell Birney
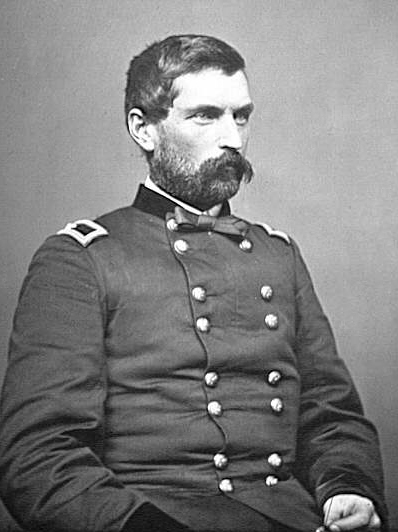
John Gibbon
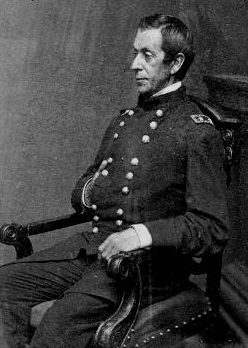
George Archibald McCall
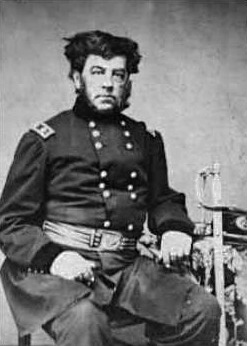
George Cadwalader
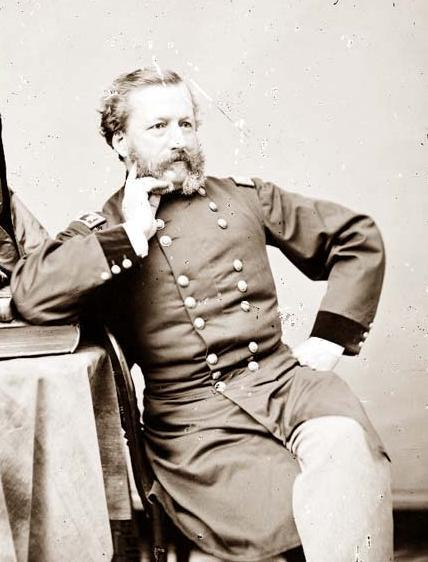
Joseph K. Barnes
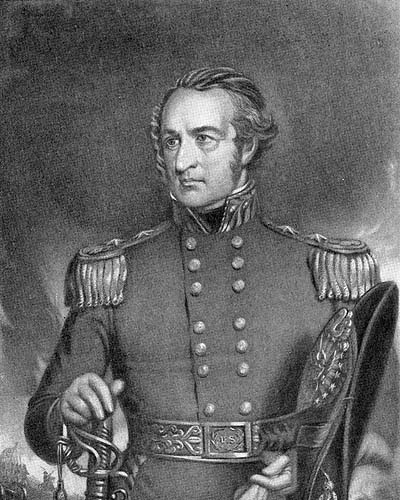
Robert Patterson (militare)
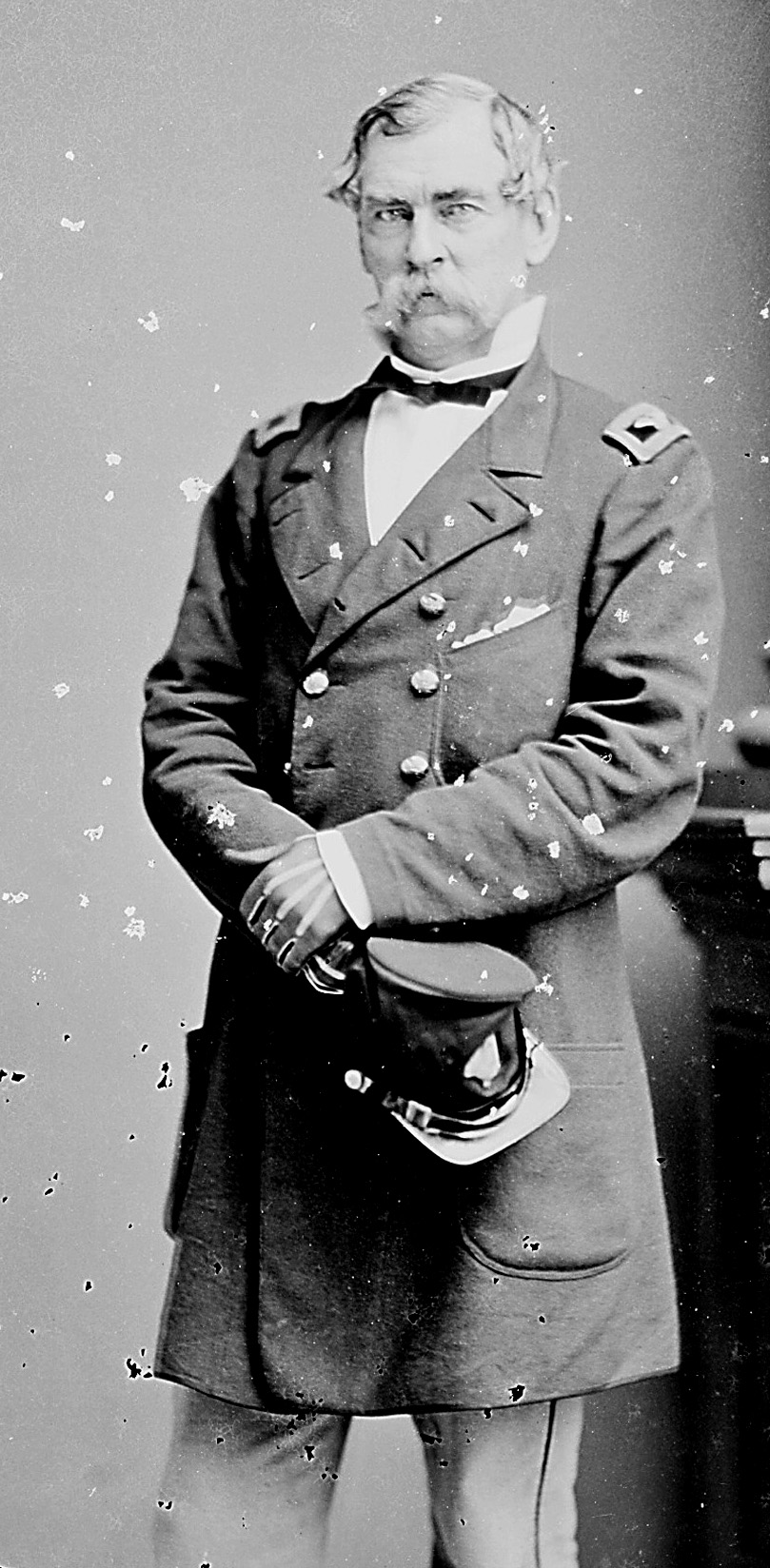
Charles Ferguson Smith
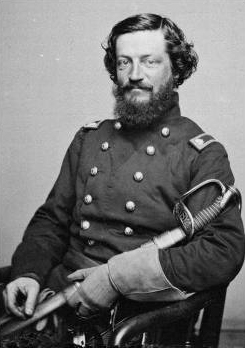
Thomas Leiper Kane

Cinquantaquattro soldati e marinai di Filadelfia hanno ricevuto la Medal of Honor. Tra questi il sergente Richard Binder, il capitano Henry Harrison Bingham, il capitano John Gregory Bourke, il capitano Cecil Clay, il soldato semplice Richard Conner, il quartiermastro Thomas Cripps, il capitano Frank Heyling Furness, il marinaio Richard Hamilton, il brigadier generale William Jackson Palmer, il capitano Forrester Lore Taylor e il vigile del fuoco Joseph Ebur Vantine.

## Eredità
La guerra civile portò a decenni di predominio del Partito Repubblicano nella politica cittadina; prima del conflitto erano poco sostenuti dalla città, principalmente per la decisa posizione anti-schiavista assunta.
Ma la netta opposizione dei democratici all'impegno bellico finì con il trasferire molto del sostegno popolare ai Repubblicani sia durante sia dopo la guerra, abbastanza da consentire la creazione di una macchina potente di clientelismo - e alla fine viziata dalla corruzione - che avrebbe dominato la politica della città per quasi un secolo a venire.

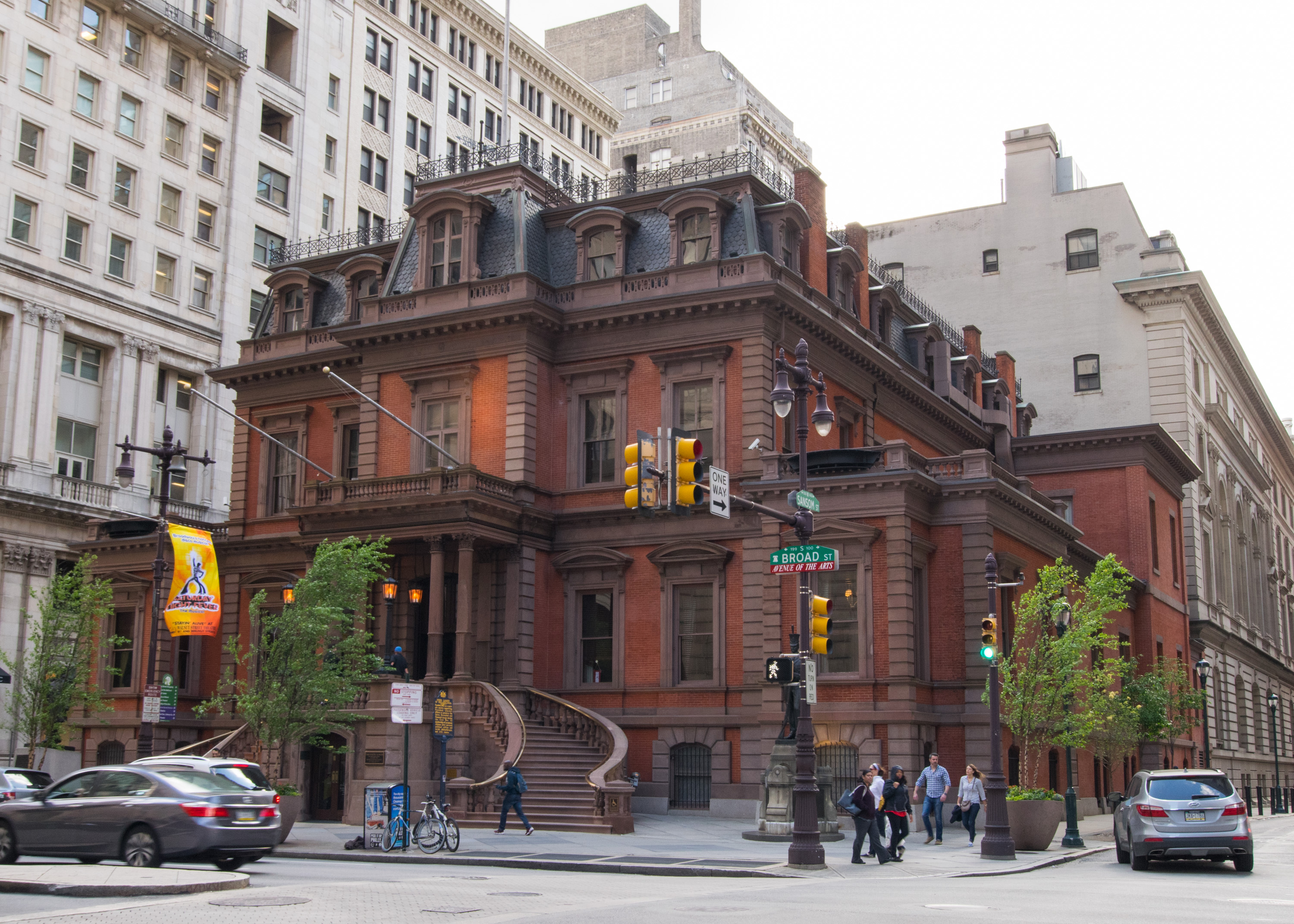
La Union League di Filadelfia.

Nel 1861 un gruppo di eminenti filadelfiani fondò l'"Union Club" in risposta al sostegno pro-Sud di un'altra associazione, il Wistar Club. Esso divenne la Union League di Filadelfia nel 1863 come parte integrante dell'Union League nazionale. Con il dopoguerra si trasformò in un centro della politica Repubblicana ed è a tutt'oggi uno dei club sociali più grandi e prestigiosi di Filadelfia.
Il conflitto contribuì anche a creare alcune delle classi superiori della borghesia cittadina. Il banchiere Jay Cooke realizzò una fortuna vendendo titoli di guerra dell'Unione per un valore di circa $ 1 miliardo. Il futuro magnate dell'industria tramviaria Peter Arrell Brown Widener accumulò la sua ricchezza iniziale fornendo riserve di carne all'Union Army; John e James Dobson fecero invece la loro fortuna producendo coperte.

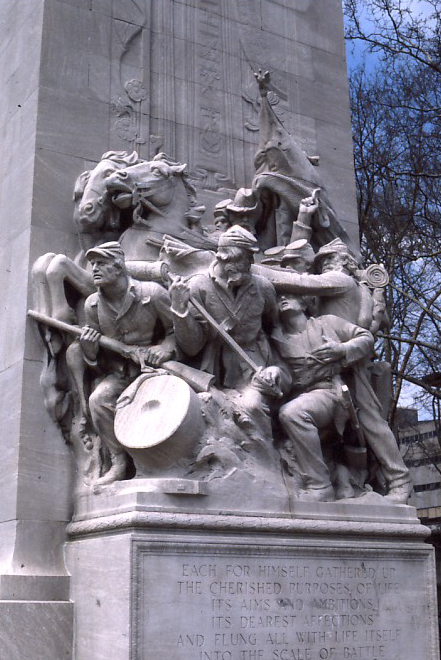
Memoriale dei soldati e dei marinai della guerra civile, opera dello scultore Hermon Atkins MacNeil, a Filadelfia.

### Memoriali
La "Civil War Library and Museum", l'odierna "Civil War Museum of Philadelphia", venne fondata nel 1888. La più antica istituzione della guerra civile americana, la "Civil War e Underground Railroad Museum of Philadelphia", fu inaugurata dal Military Order of the Loyal Legion of the United States; raccoglie documentazioni, cimeli e altri oggetti relativi alla guerra di secessione americana e alla Underground Railroad.
Sulla Benjamin Franklin Parkway si trova il Civil War Soldiers and Sailors Memorial. Progettato da Hermon Atkins MacNeil e completato nel 1927, il memoriale comprende due piloni di 40 piedi (12 m) disposti su ciascun lato della strada panoramica.
In "20th Street" vi è il All Wars Memorial to Colored Soldiers and Sailors (1934), opera di Jacob Otto Schweizer. Originariamente eretto nel "West Fairmount Park", fu trasferito a Logan Circle nel 1994.
Il più grande monumento della guerra civile di Filadelfia è lo Smith Memorial Arch, costruito sui precedenti terreni dell'Esposizione centennale delle arti, della manifattura e dei prodotti del suolo e delle miniere di Filadelfia (1876) nel "West Fairmount Park".
Progettato da James Hamilton Windrim e completato nel 1912, comprende una serie di sculture di Samuel Herbert Adams, George Edwin Bissell, Alexander Stirling Calder, Daniel Chester French, Charles Allan Grafly, Samuel Aloysius Murray, Edward Clark Potter, John Massey Rhind, Bessie Potter Vonnoh e John Quincy Adams Ward.